# Senat (Haiti)
Der Senat ist das Oberhaus des haitianischen Parlaments.
Der Senat besteht aus 30 Mitgliedern. Die Amtszeit jedes Senators beträgt sechs Jahre. Alle zwei Jahre werden 10 Senatorensitze neu gewählt. Dementsprechend hat der Senat eine immer währende Session. Die Sitzungen des Senats sind am Dienstag, Mittwoch und Donnerstag. Am Montag und Freitag tagen die Ausschüsse des Senats. Es müssen mindestens 14 Senatoren, inklusive des Senatspräsidenten, anwesend sein, um beschlussfähig zu sein. Der Senat kann nicht aufgelöst werden und auch seine Sitzungen können nicht verschoben werden. Auch dürfen die Amtszeiten der Senatoren nicht verlängert werden.
Auf Antrag von 2/3 der Mitglieder der Abgeordnetenkammer wird der Senat zu einem Obersten Gericht. Der Senatspräsident hat dabei die Führung über die Beratungen und wird vom Präsidenten und Vizepräsidenten des Obersten Gerichts unterstützt. Vor dem Senatsgericht kann der haitianische Präsident wegen Hochverrats, Amtsmissbrauchs, Überschreitens seiner Befugnisse oder aller anderen Verbrechen während seiner Amtszeit angeklagt werden. Weiters können Mitglieder der Parlamentswahlkommission, des Finanzkontrollgerichts und des Verwaltungsberufsgerichts für Vergehen während ihrer Tätigkeit angeklagt werden. Richter und Beamte, die dem Staatsanwalt am Obersten Gericht beigeordnet werden, dürfen für ihre Übertretungen am Senat angeklagt werden. Schlussendlich kann der Ombudsmann auch angeklagt werden.
Da aufgrund der instabilen Lage im Land seit vielen Jahren keine Parlamentswahlen mehr stattfanden und die Amtszeit der letzten zehn noch amtierenden Senatoren im Januar 2023 ablief, existiert seither keine demokratisch legitimierte Staatsinstitution mehr in Haiti.